# SV Leidschenveen
SV Leidschenveen is een omnisportvereniging uit Den Haag, Nederland, opgericht in 2012. De vereniging is opgericht om de recreatieve sportbeoefening in de wijken Leidschenveen en Ypenburg te bevorderen. De clubkleuren zijn donkerblauw, lichtblauw en wit.

## Algemeen
SV Leidschenveen is meer dan een voetbalvereniging. Het biedt namelijk naast voetbal ook sporten als tennis, hardlopen, fietstrainingen en vele activiteiten voor ouderen aan. Tevens vindt er in het clubhuis naschoolse opvang plaats. Het motto ‘Met plezier sporten op je eigen niveau’ blijft ook bij de ‘nieuwe’ sporten hetzelfde.